# Landtagswahlkreis Landkreis Rostock IV
Der Landtagswahlkreis Landkreis Rostock IV (bis 2015: Güstrow II) ist ein Landtagswahlkreis in Mecklenburg-Vorpommern. Er umfasst vom Landkreis Rostock die Stadt Güstrow sowie die Ämter Bützow-Land und Güstrow-Land.

## Wahl 2021
Bei der Landtagswahl in Mecklenburg-Vorpommern 2021 gab es in diesem Wahlkreis folgendes Ergebnis:
| Partei               | Direktkandidat    | Erststimmen      | Zweitstimmen     |
| -------------------- | ----------------- | ---------------- | ---------------- |
| SPD                  | Philipp da Cunha  | 39,4 %           | 44,2 %           |
| AfD                  | Steffi Burmeister | 19,4 %           | 17,6 %           |
| CDU                  | Jane Weber        | 16,8 %           | 11,8 %           |
| Die LINKE            | Karen Larisch     | 8,8 %            | 8,2 %            |
| GRÜNE                | Roswitha Engelke  | 4,4 %            | 4,6 %            |
| FDP                  | Wolfgang Rosenow  | 7,0 %            | 5,5 %            |
| NPD                  | –                 | –                | 0,9 %            |
| Tierschutzpartei     | –                 | –                | 1,3 %            |
| Freier Horizont      | –                 | –                | 0,2 %            |
| Die PARTEI           | –                 | –                | 0,7 %            |
| FREIE WÄHLER MV      | Ingolf Mauer      | 2,2 %            | 1,3 %            |
| PIRATEN              | –                 | –                | 0,3 %            |
| LKR                  | –                 | –                | 0,0 %            |
| DKP                  | –                 | –                | 0,1 %            |
| Bündnis C            | –                 | –                | 0,1 %            |
| TIERSCHUTZ hier!     | –                 | –                | 0,4 %            |
| dieBasis             | Maxi Mohns        | 1,9 %            | 1,7 %            |
| DiB                  | –                 | –                | 0,1 %            |
| FPA                  | –                 | –                | 0,0 %            |
| ÖDP                  | –                 | –                | 0,1 %            |
| Die Humanisten       | –                 | –                | 0,1 %            |
| Gesundheitsforschung | –                 | –                | 0,2 %            |
| Team Todenhöfer      | –                 | –                | 0,2 %            |
| UNABHÄNGIGE          | –                 | –                | 0,2 %            |
| Wahlberechtigte      | 44.856 Einwohner  | 44.856 Einwohner | 44.856 Einwohner |
| Wahlbeteiligung      | 67,6 %            | 67,6 %           | 67,6 %           |

## Wahl 2016
Bei der Landtagswahl in Mecklenburg-Vorpommern 2016 gab es in diesem Wahlkreis folgende Ergebnisse:
| Partei           | Direktkandidat       | Erststimmen | Zweitstimmen |
| ---------------- | -------------------- | ----------- | ------------ |
| SPD              | Philipp da Cunha     | 32,9 %      | 35,3 %       |
| CDU              | Heiko Karmoll        | 25,2 %      | 19,1 %       |
| DIE LINKE        | Karen Larisch        | 11,7 %      | 11,1 %       |
| GRÜNE            | Elisabeth Möser      | 3,3 %       | 3,8 %        |
| NPD              | –                    | –           | 3,0 %        |
| FDP              | Armin Rieger         | 2,9 %       | 2,7 %        |
| PIRATEN          | –                    | –           | 0,3 %        |
| FAMILIE          | –                    | –           | 0,9 %        |
| FREIE WÄHLER     | Klaus-Dieter Gabbert | 2,0 %       | 0,9 %        |
| Die PARTEI       | –                    | –           | 0,6 %        |
| Die Achtsamen    | –                    | –           | 0,5 %        |
| ALFA             | –                    | –           | 0,3 %        |
| AfD              | Johannes Salomon     | 21,3 %      | 20,0 %       |
| Bündnis C        | Peter Reizlein       | 0,9 %       | 0,1 %        |
| DKP              | –                    | –           | 0,2 %        |
| Freier Horizont  | –                    | –           | 0,8 %        |
| Tierschutzpartei | –                    | –           | 1,2 %        |
| Wahlberechtigte  |                      |             |              |
| Wahlbeteiligung  | 59,2 %               | 59,2 %      | 59,2 %       |

## Wahl 2011
Bei der Landtagswahl in Mecklenburg-Vorpommern 2011 kam es zu folgendem Ergebnis:
| Partei          | Direktkandidat         | Erststimmen     | Zweitstimmen    |
| --------------- | ---------------------- | --------------- | --------------- |
| SPD             | Norbert Nieszery       | 41,9 %          | 40,7 %          |
| CDU             | Hans-Uwe Tessenow      | 24,7 %          | 22,4 %          |
| DIE LINKE       | Frank Jegust           | 16,9 %          | 17,2 %          |
| GRÜNE           | Karl Friedrich Ulrichs | 7,2 %           | 7,2 %           |
| NPD             | Norman Schreiter       | 4,6 %           | 4,8 %           |
| FDP             | Sascha Zimmermann      | 3,2 %           | 2,4 %           |
| PIRATEN         |                        |                 | 1,9 %           |
| FAMILIE         |                        |                 | 1,3 %           |
| FREIE WÄHLER    | Klaus-Dieter Gabbert   | 1,6 %           | 1,1 %           |
| AUF             |                        |                 | 0,4 %           |
| Die PARTEI      |                        |                 | 0,2 %           |
| AB              |                        |                 | 0,1 %           |
| APD             |                        |                 | 0,1 %           |
| ödp             |                        |                 | 0,1 %           |
| PBC             |                        |                 | 0,1 %           |
| REP             |                        |                 | 0,0 %           |
| Wahlberechtigte | 47243 Einwohner        | 47243 Einwohner | 47243 Einwohner |
| Wahlbeteiligung | 47,2 %                 | 47,2 %          | 47,2 %          |

## Wahl 2006
Bei der Landtagswahl in Mecklenburg-Vorpommern 2006 gab es folgende Ergebnisse:
| Partei          | Direktkandidat       | Erststimmen     | Zweitstimmen    |
| --------------- | -------------------- | --------------- | --------------- |
| SPD             | Norbert Nieszery     | 32,6 %          | 32,3 %          |
| CDU             | Torsten Renz         | 28,2 %          | 26,8 %          |
| PDS             | Stephan Broszies     | 15,6 %          | 15,9 %          |
| FDP             | Wolfgang Rosenow     | 9,9 %           | 10,1 %          |
| NPD             | Detlef Engelleder    | 6,8 %           | 7,0 %           |
| GRÜNE           | Hartmut Kuipers      | 3,0 %           | 3,2 %           |
| WASG            | Claudia Temps        | 1,3 %           | 1,0 %           |
| FAMILIE         |                      |                 | 0,9 %           |
| Bündnis für M-V | Klaus-Dieter Gabbert | 1,2 %           | 0,7 %           |
| GRAUE           |                      |                 | 0,6 %           |
| Deutschland     | Peter Bohnsack       | 0,7 %           | 0,5 %           |
| PBC             | Matthias Mühlichen   | 0,5 %           | 0,5 %           |
| AGFG            |                      |                 | 0,2 %           |
| APD             |                      |                 | 0,1 %           |
| AB              |                      |                 | 0,1 %           |
| Offensive D     |                      |                 | 0,1 %           |
| Wahlberechtigte | 49467 Einwohner      | 49467 Einwohner | 49467 Einwohner |
| Wahlbeteiligung | 56,1 %               | 56,1 %          | 56,1 %          |

## Wahl 2002
Bei der Landtagswahl in Mecklenburg-Vorpommern 2002 gab es folgende Ergebnisse:
| Partei          | Direktkandidat        | Erststimmen     | Zweitstimmen    |
| --------------- | --------------------- | --------------- | --------------- |
| SPD             | Norbert Nieszery      | 42,3 %          | 42,9 %          |
| CDU             | Torsten Renz          | 31,2 %          | 29,4 %          |
| PDS             | Karin Schmidt         | 17,6 %          | 15,7 %          |
| FDP             | Klaus-Dieter Schminke | 6,3 %           | 5,0 %           |
| GRÜNE           | Johann-Georg Jaeger   | 2,6 %           | 2,4 %           |
| Schill          |                       |                 | 1,6 %           |
| Bürgerpartei MV |                       |                 | 0,8 %           |
| SPASSPARTEI     |                       |                 | 0,7 %           |
| NPD             |                       |                 | 0,6 %           |
| REP             |                       |                 | 0,3 %           |
| GRAUE           |                       |                 | 0,2 %           |
| PBC             |                       |                 | 0,2 %           |
| V.P.M.V.        |                       |                 | 0,2 %           |
| Wahlberechtigte | 42220 Einwohner       | 42220 Einwohner | 42220 Einwohner |
| Wahlbeteiligung | 69,5 %                | 69,5 %          | 69,5 %          |